# Digonodes ovaria
Digonodes ovaria är en fjärilsart som beskrevs av Achille Guenée 1857. Digonodes ovaria ingår i släktet Digonodes och familjen mätare. Inga underarter finns listade i Catalogue of Life.